# Anax strenuus
Anax strenuus är en trollsländeart som beskrevs av Hagen 1867. Anax strenuus ingår i släktet Anax och familjen mosaiktrollsländor. Inga underarter finns listade i Catalogue of Life.

## Bildgalleri

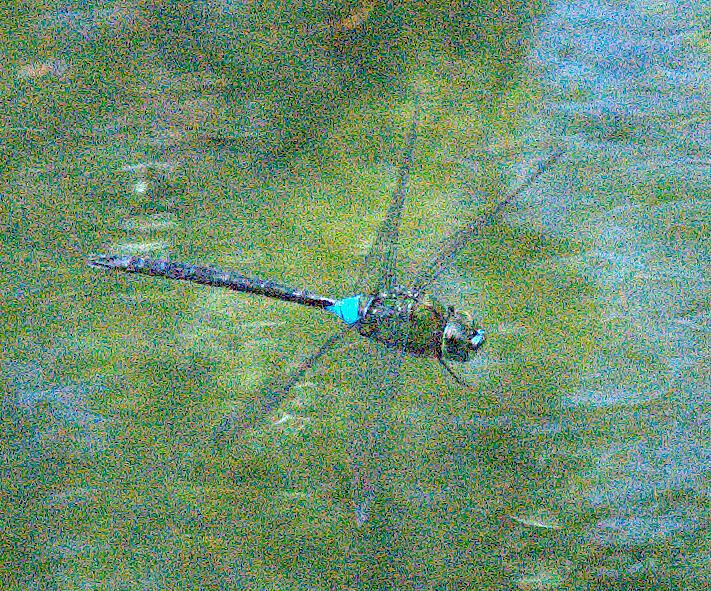